# Серверна кімната
Серверна кімната (серверне приміщення або просто серверна) — виділене технологічне приміщення зі спеціально створеними й підтримуваними умовами для розміщення і функціонування серверного та телекомунікаційного обладнання.

## Вимоги та рекомендації
До приміщення надаються специфічні рекомендації, наприклад:
- У серверній потрібно підтримувати надлишковий тиск повітря проти прилеглих приміщень.
- Під час створення серверної кімнати доцільно забезпечити резервування електроживлення, наприклад за допомогою підключення дизель-генератора.
- Рівень підлоги в серверній повинен бути не менше, ніж на 10 см вище, ніж у сусідніх приміщеннях.
- Також необхідне використання незалежних систем IP моніторингу серверних, що містять в собі давачі температури та вологості, кабельні або прості давачі витоку води, давачі струму і напруги, лічильники електричної потужності, давачі повітряного потоку і диму.

### Основні вимоги
Необхідне установлення дверей на вхідному вузлі, як у серверну кімнату, так і в приміщеннях суміжно стикних з серверною кімнатою, зі складних матеріалів, тобто зроблених із металу, сталі або заліза. Своєю чергою, сталеві двері повинні відповідати наступним вимогам:
- Холодновальцьована сталь, сталезгинальна технологія виготовлення.
- Товщина сталевого листа 1,5-2 мм.
- Сполучення пластиновисувного та циліндрового замків 3-4 класу зламотривкості.
- Теплоізоляція з мінеральної вати або пінополістиролу.
- Регульовані дверні петлі, що захищають всю конструкцію від перекосу і нещільного прилягання полотна до коробки.
- Причин на дверній коробці, ребра жорсткості у дверному полотні.
- Естетична зовнішня обробка, якісна фурнітура.
- [1]Примітка: в разі якщо ширина цегляної кладки та/або іншого умовно опорного матеріалу стіни/перегородки серверної кімнати та суміжного приміщення становить понад 40 см (0,4 м), установлення металевих дверей не потрібне.

- Рекомендована ASHRAE температура в приміщенні 18 - 27 ° С, для цього необхідне кондиціонування повітря.
- Вологість повітря в серверній повинна бути в межах від 20% до 80% без конденсації вологи; швидкість зміни вологості 6% в годину.
- Запиленість не повинна перевищувати 0,75 мг/м³ {СН 512-78}.
- Тиск у серверній повинен перевищувати тиск у сусідніх приміщеннях. Рекомендоване перевищення тиску не менше 14.7 Па.
- Рівень освітлення має становити не менше 500 лк, виміряному на висоті 1 метр в горизонтальній площині22[джерело?]
- Рівень електромагнітного випромінювання не повинен перевищувати 3 В/м в усіх діапазонах частот22[джерело?]
- Для певних видів обладнання необхідно обмежити вібрацію.

### Гранично допустима концентрація
- Хлор 0.01 ppm
- Пил 100 мкг/м³/добу
- Вуглеводні 4 мкг/м³/добу
- Сірководень 0.05 ppm
- Окиси азоту 0.1 ppm
- Двоокис сірки 0.3 ppm

### Вимоги до електричного забезпечення
- 2 розподілювача розеток підключених на різні вводи для кожної стійки.
- Стабільність електроживлення повинна забезпечуватися ДБЖ підключеними за схемою On-Line.
- Для групової прокладки з урахуванням обсягу горючого завантаження в приміщеннях, оснащених комп'ютерною та мікропроцесорною технікою повинні застосовуватися кабелі з маркуванням нг-HF [1] - не поширювальні горіння за групового прокладання та не виділювальні корозійно-активних газоподібних продуктів за горіння та тління[2].

### Норми пожежної безпеки
- Приміщення повинне бути обладнаним охоронно-пожежною сигналізацією.
- Серверне приміщення площею понад 24 м² має бути обладнане системою газового пожежогасіння. [3] Серверна (основна і резервна) і телекомунікаційна обладнуються автоматичними установками газового пожежогасіння (АУПГ), згідно з вимогами норм. АУПГ передбачається для приміщень, де розташовується обладнання управляння ІОМ (серверна, центр управляння, процесинговий центр).[4]